# Агама Столички
Агама Столички (лат. Laudakia stoliczkana) — вид ящірок родини агамових (Agamidae). Поширений у Центральній Азії. Описано 2 підвиди.
Вид названий на честь австрійського зоолога Фердинанда Столички.

## Опис
Велика денна ящірка.

## Поширення
Ареал агами Столички охоплює західні частини Китаю та Монголії.
У Китаї зустрічається в провінції Ганьсу та в різних районах Сіньцзян-Уйгурського автономного району. У Монголії — на заході та південному заході країни в Кобдоський, Гобі-Алтайському, Баянхонгор та Південно-Гобійському аймаках.

## Практичне значення
Агама Столички застосовується в традиційній китайській медицині. Також застосовується як добавка при виготовленні спиртних напоїв.

## Систематика
Описано 2 підвиди:
- Laudakia stoliczkana altaica
- Laudakia stoliczkana stoliczkana

У 2012 році при ревізії роду Laudakia на основі морфологічних даних із нього був виділений рід Paralaudakia. До нового роду потрапила також агама гімалайська, отримавши міжнародну біноміальну назву Paralaudakia stoliczkana, під якою цей вид занесений до Червоного списку МСОП (категорія: LC).

## Галерея

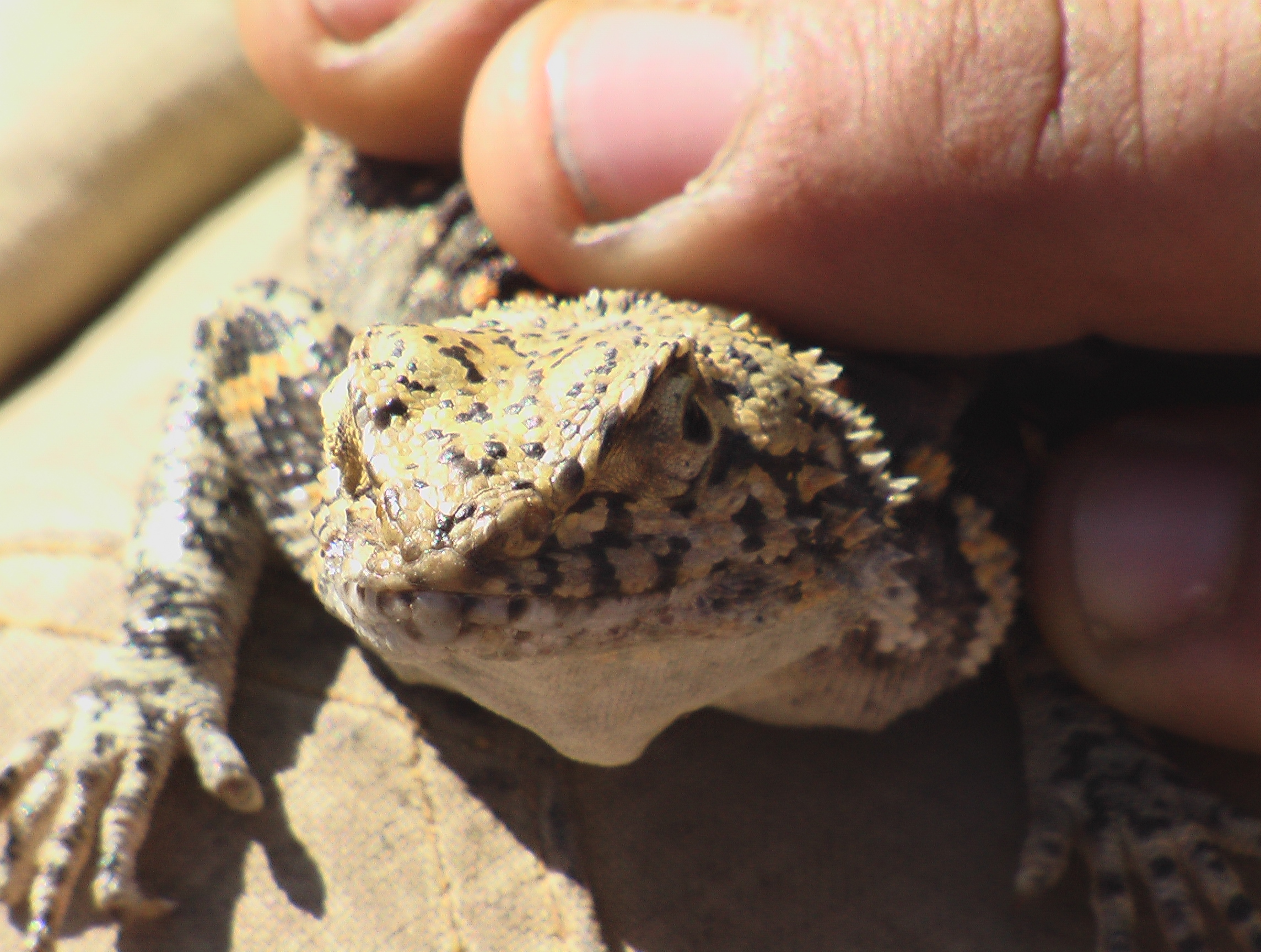
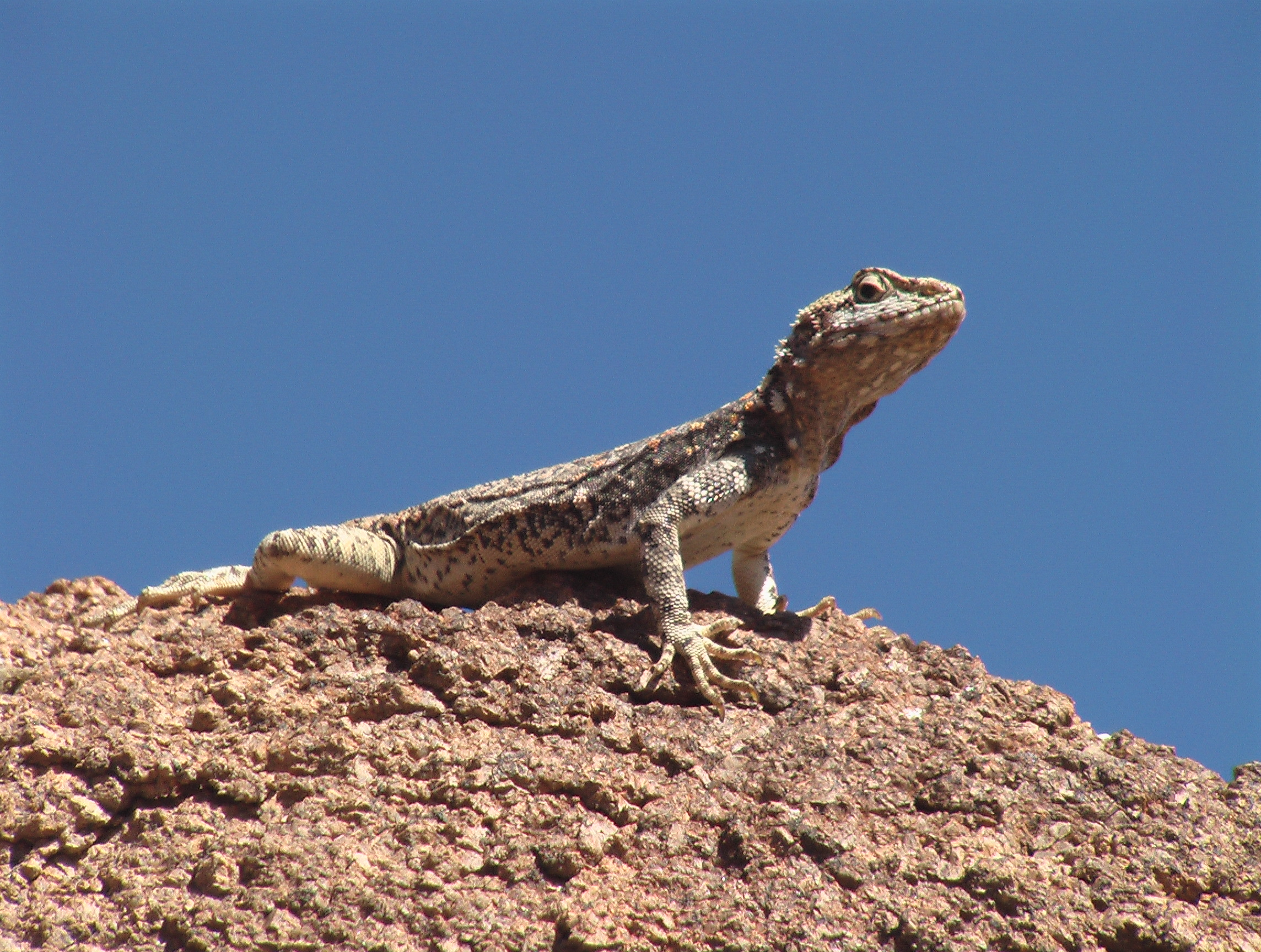
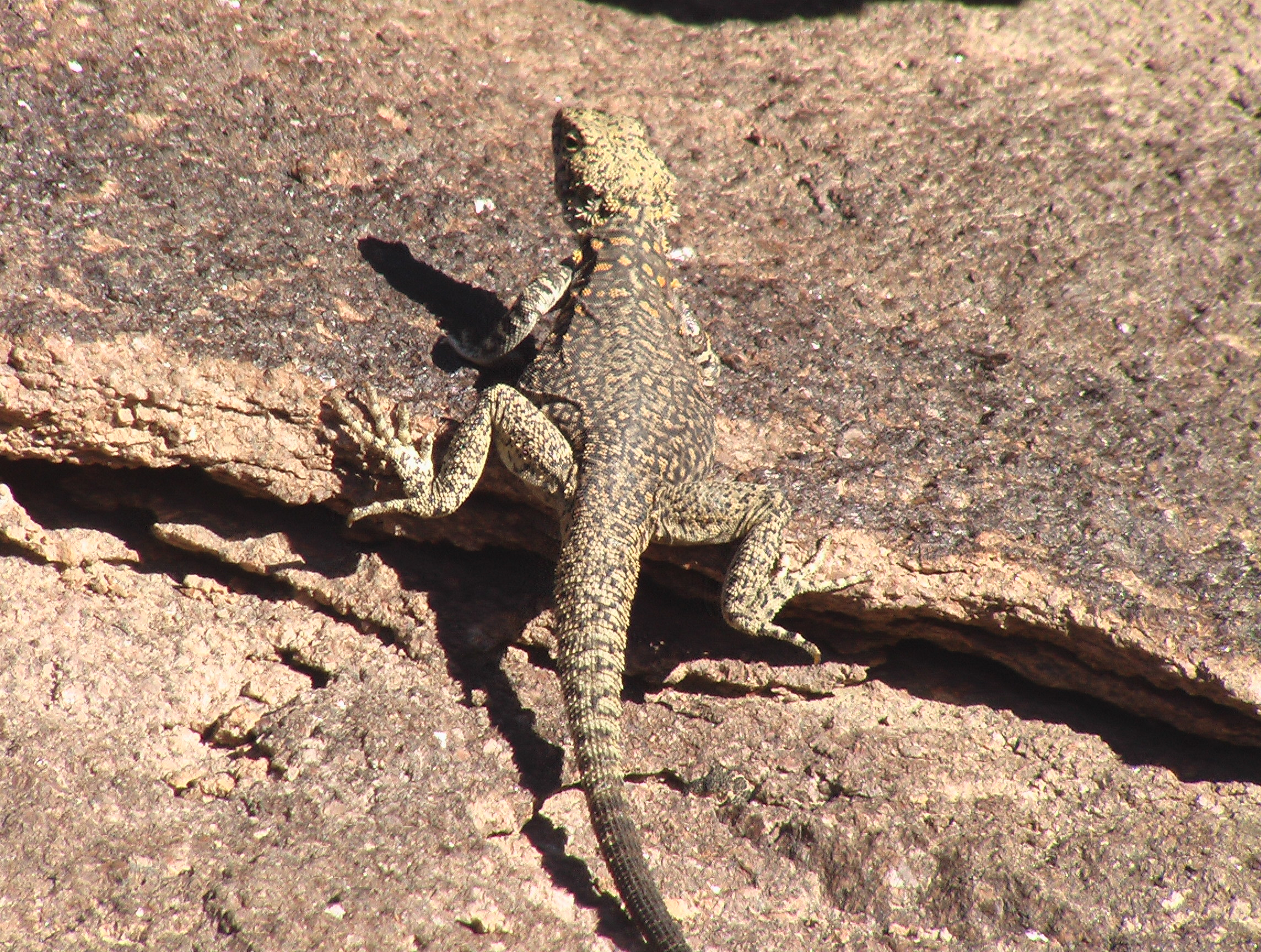